# 宮崎遊
宮崎 遊（みやざき ゆう、10月7日 - ）は、日本の男性声優。神奈川県出身。東京俳優生活協同組合所属。

## 経歴
9歳の時、JR東海の「そうだ 京都、行こう。」のCMを観たことがきっかけで最初に声優になりたいと思ったという。あの世界観と演出とナレーションに感銘を受けて、その後はナレーションに興味を持ち、職業としての声優があると意識するようになったという。
実際に声優になろうと決意したのは大学時代である。当時は普通に就職活動を始めたが、辛かったという。その時、「自分でやりたいことは何？」と掘り下げていくうちに、9歳の時の思い出がふと蘇り、「このタイミングで挑戦しないと、いつか絶対に後悔するな」と思ったという。それまでは、卒業後は普通に企業などに勤めるつもりで大学に進学しており、家族には猛反対されたという。
声優になろうと決意した後、それまで演技の経験が全くなかったため、養成所に入所する前に、「度胸をつけるのと、経験だけは少しでも積んでおこう」と思い、知り合いの伝手を頼って、一人舞台をしていた。当時は宮崎自身で脚本を書き、演出も考えて、100人くらいの客の前で、一人芝居をしていた。「度胸は少しついてきたかな」と思ったため、声優養成所に入所したという。
2014年、俳協ボイスアクターズスタジオ第46期生となり、2015年から東京俳優生活協同組合に所属する。テレビアニメ『夢王国と眠れる100人の王子様』キエル役が声優として初のレギュラー作品への出演となり、2018年6月23日にユナイテッド・シネマ アクアシティお台場にて開催された「TVアニメ『夢王国と眠れる100人の王子様』先行上映会〜姫様、王子がお目覚めです！〜」が初のイベント登壇。
2023年10月2日、X（旧Twitter）で声優の種﨑敦美と結婚したことを発表した。

## 人物
声種はハイバリトン。
趣味や好きなスポーツは一人旅、バックパック、ロードバイク、映画鑑賞、ソフトテニス。特技は英語、映像制作、映像編集。資格は英語検定2級。
学生時代は一人でバックパックをしていたそうで本人曰く「海外に一人で行って生きて帰ってこれるレベル」の英語力。得意と言えるほどではないが、学生の時にバックパッカーをしていたことから、少しだけ喋ることはできたという。初めてアフレコに参加した『装神少女まとい』の通信兵役では英語を二言喋っている。好きな寿司ネタはハマチ。
同事務所で芸歴が近い金子誠とは10年来の仲。

## 出演
太字はメインキャラクター。

### テレビアニメ
2016年
- 装神少女まとい（通信兵）

2017年
- リトルウィッチアカデミア（ルイス）
- TSUKIPRO THE ANIMATION（編集者、インタビュアー、キャスター、スタッフA、男優A 他）

2018年
- 学園ベビーシッターズ（海老沢 、先生、男子生徒）
- 魔法使いの嫁（密猟者）
- アイドリッシュセブン（2018年 - 2022年、アナウンサー、司会者） - 2シリーズ
- ウマ娘 プリティーダービー（2018年 - 2021年、バーテンダー、マスター） - 2シリーズ
- 食戟のソーマ 餐ノ皿（男子生徒A）
- 重神機パンドーラ（兵士）
- ガンダムビルドダイバーズ（謎ダイバー / ゼン）
- 夢王国と眠れる100人の王子様（キエル）
- Free!-Dive to the Future-（寺島湖太郎）
- 七星のスバル（ギルドメンバー）
- ポチっと発明 ピカちんキット（男性A）
- SSSS.GRIDMAN（早川） - 2023年に劇場総集編公開
- ツルネ シリーズ（2018年 - 2023年、佐瀬大悟、学生） - 2シリーズ
- 抱かれたい男1位に脅されています。（外国人B）

2019年
- おしりたんてい（モグラ男）
- スター☆トゥインクルプリキュア（サッカー部員、生徒、ノットレイ、部下、警備隊 他）
- ぼくたちは勉強ができない（男生徒D）
- 女子高生の無駄づかい（イケメン、くさやの兵）
- 炎炎ノ消防隊（2019年 - 2020年、椅子男、第5隊員、聖陽教徒） - 2シリーズ
- ダンベル何キロ持てる?（外国人）
- ギヴン（バンドマンA）
- まちカドまぞく（配達員）
- とある科学の一方通行（男子高生）
- あひるの空（2019年 - 2020年、選手、北住部員、中学生部員、男子生徒、大栄部員）
- あんさんぶるスターズ!（ゲーム機音声）
- 星合の空（大友雅美）

2020年
- ドロヘドロ（ホール住民、店員、会場アナウンス、十字目、ジョンソンの育ての親 他）
- 名探偵コナン（2020年 - 2025年、鑑識、千鳥右足）
- けだまのゴンじろー（パイロット）
- ハイキュー!! TO THE TOP（昼神幸郎、男子、白峰周）
- 白猫プロジェクト ZERO CHRONICLE（黒の兵士）
- 恋とプロデューサー〜EVOL×LOVE〜（男子生徒）
- A3!（通行人）

2021年
- ホリミヤ（男子生徒）
- 2.43 清陰高校男子バレー部（男子生徒）
- ひぐらしのなく頃に業（自衛官）
- セブンナイツ レボリューション -英雄の継承者-（調査隊員）
- 聖女の魔力は万能です（2021年 - 2023年、魔道師、患者、宮廷の男性、司書、薬師 他） - 2シリーズ
- イジらないで、長瀞さん（2021年 - 2023年、男子、男A） - 2シリーズ
- マジカパーティ（ツバサミ）
- カードファイト!! ヴァンガード overDress（チームメイト）
- 100万の命の上に俺は立っている（ロール）
- 現実主義勇者の王国再建記（禁軍兵）
- 小林さんちのメイドラゴンS（チンピラ）
- 大正オトメ御伽話（生徒）

2022年
- 平家物語（平重衡）
- アオアシ（成京選手）
- 新テニスの王子様 U-17 WORLD CUP（ミルキー・ミルマン）
- 悪役令嬢なのでラスボスを飼ってみました（クォーツ）
- 夫婦以上、恋人未満。（ナンパ男B）

2023年
- REVENGER（共謀者C）
- 天国大魔境（種豚9号）
- ゾン100〜ゾンビになるまでにしたい100のこと〜（タツヤ）
- B-PROJECT〜熱烈*ラブコール〜（粟津義真）
- 川越ボーイズ・シング（生徒）

2024年
- ゆびさきと恋々（波岐逸臣）
- 烏は主を選ばない（一巳）
- 魔王軍最強の魔術師は人間だった（城兵B）
- 逃げ上手の若君（狩野三郎）
- 星降る王国のニナ（シガン）

2025年
- CITY THE ANIMATION（鬼カマボコ、苗場）
- 光が死んだ夏（サッカー部先輩）

### 劇場アニメ
- 映画 スター☆トゥインクルプリキュア 星のうたに想いをこめて（2019年、宇宙ハンター）
- 機動戦士ガンダム 閃光のハサウェイ（2021年、シベット・アンハーン）
- 劇場版ツルネ -はじまりの一射-（2022年、佐瀬大悟）
- 好きでも嫌いなあまのじゃく（2024年、いさみ）

### OVA
- 怪獣娘（黒）〜ウルトラ怪獣擬人化計画〜（2018年、スカウトマン）

### Webアニメ
2019年
- ケンガンアシュラ（観客A）
- 斉木楠雄のΨ難 Ψ始動編（男子生徒A）

2020年
- ニンジャボックス シーズン2（ウスカゲ）
- 攻殻機動隊 SAC_2045（顔無し）
- ガンダムビルドダイバーズRe:RISE（ゼン）

2021年
- スター・ウォーズ: ビジョンズ「赤霧」（ツバキ）
- リーグ・オブ・レジェンド 『Arcane』（ジェイス）

2022年
- 賭ケグルイ双（越智康）

2024年
- MONSTERS 一百三情飛龍侍極（村人たち）

2025年
- BULLET/BULLET（2025年、同僚、TV司会者、レジスタンス）

### ゲーム
2016年
- Heaven×Inferno

2017年
- クイズRPG 魔法使いと黒猫のウィズ（赤火）

2018年
- プレカトゥスの天秤（ホルム・バルゲリー）

2019年
- 夢王国と眠れる100人の王子様（キエル）
- 時の歌-終焉なきソナタ-（ヴィナサス）

2020年
- REALIVE!〜帝都神楽舞隊〜（東雲仁）
- ライフ イズ ストレンジ2（ジェイコブ）

2021年
- アンジェリーク ルミナライズ（ヴァージル）

2022年
- ユアマジェスティ（スタフカ）
- 幻獣契約クリプトラクト（カシエル）

2023年
- 夢職人と忘れじの黒い妖精（ブラト）
- テミラーナ国の強運姫と悲運騎士団（ウォルンタール）
- LOOP8（ナナチ）
- 信長の野望 出陣（北畠具教、小早川秀秋、長宗我部信親）

### ドラマCD
- 恋した人は、妹の代わりに死んでくれと言った。（2024年、ロイド[29]）

### BLCD
- やましい恋のはじめかた（2021年、男子生徒）

### 吹き替え

#### 担当俳優
ナム・ジュヒョク
- 安市城 グレート・バトル（2019年、サムル）
- スタートアップ: 夢の扉（2021年、ナム・ドサン）
- 二十五、二十一（2022年、ペク・イジン）

#### 映画
時期不明
- ランナウェイズ（マックス）

2018年
- フッド: ザ・ビギニング（クレイトン）

2020年
- スターガール（ベニー）
- ザ・ブック・オブ・ヘンリー（ゲイリー）
- 悪人伝（殺人鬼）

2021年
- コスモボール COSMOBALL（アントン〈エフゲニー・ロマンツォフ〉）
- ファイアー・ブレイク 炎の大救出（ロマン〈イヴァン・ヤンコフスキー〉）
- フリー・ガイ
- ジェントルメン（プライムタイム〈クリス・エヴァンゲロー〉）
- ヒーズ・オール・ザット（キャメロン・クウェラー〈タナー・ブキャナン〉）
- レジェンド・オブ・ドラゴン 鉄仮面と龍の秘宝

2022年
- モービウス
- リベンジ・スワップ（ラス〈リッシュ・シャー〉）

2023年
- AIR/エア
- 犯罪都市 THE ROUNDUP（カン・ホンソク〈ハジュン〉）
- Sharper: 騙す人（トム〈ジャスティス・スミス〉）
- ダービーのゴーストカウンセリング（ジェームズ〈アッシャー・エンジェル〉）

2024年
- ロスト・キング 500年越しの運命（リチャード3世〈ハリー・ロイド〉）
- 冬、春、夏、秋 私たちのラブストーリー（バーンズ〈パーシー・ハインズ・ホワイト〉）
- セーヌ川の水面の下に
- ファンシー・ダンス
- インスティゲイターズ 〜強盗ふたりとセラピスト〜（スカルヴォ〈ジャック・ハーロウ〉）
- ミーン・ガールズ（アーロン・サミュエルズ〈クリストファー・ブライニー〉）

2025年
- TIME/タイム（ウェブ〈ジェシー・リー・ソファー〉、コルバー〈ブレンダン・ミラー〉）※スターチャンネル版
- ミッション:インポッシブル/ファイナル・レコニング（操舵手）
- シューティング・スターズ〜栄光への序章〜（レブロン・ジェームズ）

#### ドラマ
2015年
- サバヨミ大作戦!（ローマン）
- MR. ROBOT/ミスター・ロボット（バート）

2019年
- ドリー・パートンのハートフル・ソング
- マザー・ファーザー・サン（サイーフ）
- 100日の郎君様（イ・ユル / ウォンドゥク〈ド・ギョンス〉）

2020年
- 梨泰院クラス（イ・ホジン〈イ・ダウィ〉）
- 未来の大統領の日記（リアム）
- スイート・マグノリアス（タイラー・タウンゼント〈カーソン・ローランド〉）
- グランド・アーミー（シド〈アミール・バゲリア〉）
- コブラ会（ロビー・キーン〈タナー・ブキャナン〉）
- ロック&キー（チャド）

2021年
- ヴィンチェンツォ（キム・ヨンホ〈カン・チェミン〉）
- 天才少女ドギー・カメアロハ（カイ・カメアロハ）
- TOP DOG -勝者の階段-
- イカゲーム
- 恋愛リアリティ番組 脱出おひとり島（2021年 - 2022年、キム・ヒョンジュン）

2022年
- 恋慕（チョン・ジウン〈ロウン〉）
- 今、私たちの学校は…（オ・ジュニョン〈アン・スンギュン〉）
- ソーイング・ビー シーズン5（2022年 - 2023年、ラフ）
- カオスなサマー（マーロン〈ジョアン・ガブリエル・マリーニョ〉）
- みんな同じ、でもないかも!?（トマス）
- キミと僕の警察学校（ポムジュ）
- クレイジーラブ（スホ、チョ室長）

2023年
- フェイク（サニー〈シャーヒド・カプール〉）
- 愛だと言って（シム・ジグ〈チャン・ソンボム〉）
- 代理リベンジ（オソン）
- 最後通牒〜結婚、それともさようなら?〜（アントニオ）
- ANNA（ピエトロ）
- シェルター（トロイ）

2024年
- お騒がせ探偵!スペンサー・シスターズ（ハリス刑事）
- ザ・ルーキー:FEDS FBI新米捜査官ファイル（ブレンドン・エイカース〈ケヴィン・ゼガーズ〉）
- 殺人者のパラドックス（カン・ジェジェン〈ソ・ジェグォン〉）
- クルーエルインテンションズ（ルシアン）

2025年
- エンド・オブ・パリ #5
- チェックイン漢陽（ミョンホ）
- ランドマン（クーパー・ノリス〈ジェイコブ・ロフランド〉）
- 凍てつく楽園 ～再会は死の合図～（パピー〈ユリウス・フレイシャンデル〉）
- 弱いヒーロー（オ・ボムソク〈ホン・ギョン〉）
- ベター・シスター（イーサン・マッキントッシュ〈マクスウェル・エイシー・ドノヴァン〉）
- 巫女と彦星（ギョヌ〈チュ・ヨンウ〉）

#### アニメ
- ロン 僕のポンコツ・ボット（2021年、マーク[48]）
- 最後の召喚師 -The Last Summoner-（2023年、クロウ[49]）

### ラジオ
- 青春サポーターズ
- LOVE CONNECTION内ショートドラマ
- ナビとキエルの旅日記（Webラジオ）

### テレビ番組
- コード・ブルー ダイジェストストーリー
- フランケンシュタインの誘惑 科学史 闇の事件簿（ボイスオーバー）

### CF
- 鈴与のでんき
- 春待つ僕ら（予告ナレーション）
- 京都アニメーション - CM「想像編」 -

### オーディオドラマ
- 白間美瑠のサクラバシ919「ユアマジェスティ ボイスドラマ」（2022年、スタフカ、ラジオ大阪）

### その他コンテンツ
- Project COLD（2022年、堤玲一）

## ディスコグラフィ

### キャラクターソング
| 発売日        | 商品名                                            | 歌                                   | 楽曲                            | 備考                                                          |
| ------------- | ------------------------------------------------- | ------------------------------------ | ------------------------------- | ------------------------------------------------------------- |
| 2018年8月29日 | Secret Dreams                                     | アヴィ（鈴村健一）、キエル（宮崎遊） | 「Secret Dreams」               | テレビアニメ『夢王国と眠れる100人の王子様』エンディングテーマ |
| 2018年8月29日 | Secret Dreams                                     | アヴィ（鈴村健一）、キエル（宮崎遊） | 「Secret Dreams Unplugged MIX」 | テレビアニメ『夢王国と眠れる100人の王子様』関連曲             |
| 2019年10月2日 | Virgin Sky/愛がある限りここにいる                 | 帝都東神楽舞隊基地・所属舞官         | 「Virgin Sky」                  | ゲーム『REALIVE!〜帝都神楽舞隊〜』オープニングテーマ          |
| 2019年10月2日 | Virgin Sky/愛がある限りここにいる                 | 帝都東神楽舞隊基地・所属舞官         | 「愛がある限りここにいる」      | ゲーム『REALIVE!〜帝都神楽舞隊〜』エンディングテーマ          |
| 2020年2月26日 | RAISE/シャウト                                    | EGO1ST                               | 「RAISE」 「シャウト」          | ゲーム『REALIVE!〜帝都神楽舞隊〜』関連曲                      |
| 2021年3月10日 | ヴォーカル集 アンジェリーク ルミナライズ Sparkle! | ヴァージル（宮崎遊）                 | 「なだらかな坂道」              | ゲーム『アンジェリーク ルミナライズ』関連曲                   |

### シリーズ一覧
1. ↑  第1期（2018年）、第3期『Third BEAT!』第2クール（2022年）
2. ↑  第1期（2018年）、第2期『Season 2』（2021年）
3. ↑  第1期『-風舞高校弓道部-』（2018年 - 2019年）、第2期『-つながりの一射-』（2023年）
4. ↑  第1期（2019年）、第2期『弐ノ章』（2020年）
5. ↑  Season1（2021年）、Season2（2023年）
6. ↑  第1期（2021年）、第2期『2nd Attack』（2023年）

### ユニットメンバー
1. ↑  風見勇真（梶原岳人）、久能純（谷口博昭）、米倉鷹久（谷口淳志）、藤堂豪一郎（千葉瑞己）、白神透（會田海心）、赤音輝（小西成弥）、綾井雪松（遊馬晃祐）、貴船雅彦（小林竜之）、鯨屋練（大坪康亮）、サー・ユリエル・フィドルバード（沢城千春）、佐々木裕之助（古田一紀）、橘幸作（岡延明）、瀬乃崎宗（松岡一平）、東雲仁（宮崎遊）、高城貫（伊勢大貴）、椿坂龍馬（高橋健介）、双葉日向（汐谷文康）、双葉向夜（尾股未知也）、氷室零（伊藤昌弘）、津田新造（福西勝也）、皆川風汰（古畑恵介）、皆川修司（新井雄也）
2. ↑  瀬乃崎宗（松岡一平）、東雲仁（宮崎遊）、高城貫（伊勢大貴）